# Richard Sylbert
Pour les articles homonymes, voir Sylbert.
Richard Sylbert est un directeur artistique américain né le 16 avril 1928 à New York (État de New York) et mort le 23 mars 2002 à Los Angeles (Californie).

## Biographie
Après avoir servi dans l'infanterie lors de la Guerre de Corée, Richard Sylbert et son frère Paul étudient la peinture à la Tyler School of Art de l'Université Temple à Philadelphie,. Richard étudie aussi auprès de William Cameron Menzies, et fera d'ailleurs sa première collaboration pour le cinéma dans un film dirigé par ce dernier.
À ses débuts, Sylbert travaille surtout pour la télévision (NBC à New York), d'abord comme décorateur de plateau. Il devient directeur artistique sur la série télévisée Inner Sanctum en 1954, et en 1956 travaille pour la première fois en tant que tel pour le cinéma sur Rapaces (en). Il retrouvera son frère sur le film Baby Doll,.
Sylbert sera aussi producteur associé sur Quoi de neuf, Pussycat ?, et en 1975 il devient le seul directeur artistique à être vice-président chargé de la production, à la Paramount. Néanmoins, en 1978, il quitte Paramount pour redevenir directeur artistique,.

## Théâtre
- 1957 : The Egghead (scénographie)
- 1971 : Le Prisonnier de la seconde avenue (scénographie)

## Filmographie (sélection)
- 1956 : Baby Doll d'Elia Kazan
- 1957 : Un homme dans la foule (A Face in the Crowd) d'Elia Kazan
- 1960 : L'Homme à la peau de serpent (The Fugitive Kind) de Sidney Lumet
- 1961 : La Fièvre dans le sang (Splendor in the Grass) d'Elia Kazan
- 1962 : Un crime dans la tête (The Manchurian Candidate) de John Frankenheimer
- 1965 : Quoi de neuf, Pussycat ? (What's New, Pussycat?) de Clive Donner
- 1966 : Grand Prix de John Frankenheimer
- 1966 : Qui a peur de Virginia Woolf ? (Who's Afraid of Virginia Woolf?) de Mike Nichols
- 1967 : Le Lauréat (The Graduate) de Mike Nichols
- 1968 : Rosemary's Baby de Roman Polanski
- 1970 : Catch 22 de Mike Nichols
- 1971 : Ce plaisir qu'on dit charnel (Carnal Knowledge) de Mike Nichols
- 1974 : Chinatown de Roman Polanski
- 1975 : Shampoo d'Hal Ashby
- 1981 : Reds de Warren Beatty
- 1982 : Frances de Graeme Clifford
- 1983 : À bout de souffle, made in USA (Breathless) de Jim McBride
- 1984 : Cotton Club (The Cotton Club) de Francis Ford Coppola
- 1986 : Under the Cherry Moon de Prince
- 1988 : Randonnée pour un tueur (Shoot to Kill) de Roger Spottiswoode
- 1990 : Le Bûcher des vanités (The Bonfire of the Vanities) de Brian De Palma
- 1990 : Dick Tracy de Warren Beatty
- 1993 : L'Impasse (Carlito's Way) de Brian De Palma
- 1996 : Blood and Wine de Bob Rafelson
- 1997 : Le Mariage de mon meilleur ami (My Best Friend's Wedding) de P.J. Hogan

## Analyse
« The art of Richard Sylbert is a long search for the correspondences between the psychology of the characters and the appearances of his sets.
L'art de Richard Sylbert est une longue recherche de correspondance entre la psychologie des personnages et l'apparence des décors. »

## Distinctions

### Récompenses
- Oscar des meilleurs décors
  - en 1967 pour Qui a peur de Virginia Woolf ?
  - en 1991 pour Dick Tracy
- BAFTA 1991 : BAFA des meilleurs décors pour Dick Tracy

### Nominations
- Oscar des meilleurs décors
  - en 1975 pour Chinatown
  - en 1976 pour Shampoo
  - en 1982 pour Reds
  - en 1985 pour Cotton Club
- BAFTA 1975 : BAFA des meilleurs décors pour Chinatown